# （アイ・ウォント・トゥ）カム・ホーム
「（アイ・ウォント・トゥ）カム・ホーム」 ((I Want To) Come To Home) は、ポール・マッカートニーの楽曲である。2009年に公開された映画『みんな元気』の主題歌として書き下ろされた楽曲で、2010年3月1日に配信限定シングルとして発売された。
ロシアの音楽チャートの1つ「Tophit」で第1位を獲得した。

## 背景
映画『みんな元気』の試写を見たマッカートニーは、ロバート・デ・ニーロ演じる主人公が「週末の集まりを直前でキャンセルされ、離ればなれになった子供たちに会うことを目的に旅に出る」というストーリーに共感し、映画のために曲を書くことを決めた。マッカートニーは「年長の子供がいて、子供たちの母親である妻を亡くし、クリスマスの日に子供たちを集めようとする男の気持ちにすごく共感できる。理解できるよ」と語っている。マッカートニーにとって映画のための書き下ろしは、2001年に公開された映画『バニラ・スカイ』以来となった。
試写を見た際に、マッカートニーは「素晴らしく、とても感情的で、良い家族の映画」に曲を提供するというアイデアを温めていたが、監督のカーク・ジョーンズがアレサ・フランクリンによる「レット・イット・ビー」を使用したエンディング部分で不安を覚えたという。翌日ジョーンズに断ろうと考えていたが、その日の夜に曲のアイデアが思い浮かび、自宅のスタジオでピアノを弾き始めて少しの時間をかけてカセットテープに録音した。その後、ジョーンズから「ちょっとしたイントロが欲しい」という要望を受け、マッカートニーはこれに同意。
後日、マッカートニーは映画音楽の作曲者であるダリオ・マリアネッリの協力のもと、本作のオーケストレーションを行い、ピアノ、ギター、ストリングスを使用したバラードに仕上げた。

## リリースと評価
「（アイ・ウォント・トゥ）カム・ホーム」は、2010年3月1日に音楽配信サイトで配信限定シングルとして発売された。映画『みんな元気』のサウンドトラック・アルバムが2009年に発売されているが、同作には未収録となっている。
本作は、第67回ゴールデングローブ賞の主題歌賞にノミネートされた。

## 演奏
- ポール・マッカートニー - ボーカル、ベース、アコースティック・ギター、エレクトリック・ギター、ピアノ、ドラムス、タンバリン

## カバー・バージョン
- トム・ジョーンズ - 2012年に発売されたアルバム『Spirit in the Room』に収録[6]。